# Михайлов, Александр Сергеевич (тренер)
Александр Сергеевич Михайлов (бел. Аляксандр Сяргеевіч Міхайлаў; род. 21 декабря 1984, Жодино, Минская область) — белорусский футбольный тренер. Тренер молдавского клуба «Зимбру».

## Карьера
В 2006 году специалист начал работать в структуре столичного «Минска». В 2012 году перебрался в тренерский штаб Юрия Пунтуса в «Смолевичи-СТИ». В июле 2013 года присоединился к борисовскому БАТЭ, где стал работать с молодёжной командой. В декабре 2016 года покинул борисовский клуб. В начале 2019 года вернулся в БАТЭ, где также стал тренером дублирующего состава. В конце 2021 года стала появляться информация о том, что специалист является кандидатом на пост главного тренера борисовского клуба. В январе 2022 года стал главным тренером клуба, заключив двухлетний контракт. Вместе с клубом стал обладателем Суперкубка Беларуси. В августе 2022 года специалист подал в отставку с поста главного тренера.
В начале 2023 года вошёл в тренерский штаб юношеской сборной Беларуси до 19 лет. В июле 2023 года стал главным аналитиком молодёжной команды краковской «Вислы». В августе 2023 года специалист получил тренерскую лицензию категории PRO. В сентябре 2024 года стал главным тренером второй команды краковского клуба. В марте 2025 года покинул пост главного тренера клуба. В июне 2025 года вошёл в тренерский штаб Олега Кубарева, вместе с которым возглавил молдавский «Зимбру».

## Достижения
Тренерские
БАТЭ
- Обладатель Суперкубка Беларуси: 2022